# Ара червонолобий
Ара червонолобий (Ara rubrogenys) — птах родини папугові.

## Зовнішній вигляд
Тіло завдовжки 58-60 см. Забарвлення оперення лимонно-маслиново-зелене. Гола зона голови невелика, пересічена маленьким чорним пір'ям, розташованим у ряд. Чоло, передня частина голови, вушка й «штанці» червоні. Малі криючі крила, кромка й вигин крила — червоно-жовтогарячі. Зовнішня сторона махових та їх криючи — блакитні. Хвостове пір'я із блакитними кінчиками. Лапи сірі. Дзьоб чорний. Райдужка світло-жовта. У деяких особин на животі проявляється червоне пір'я. У молодих особин темна райдужка, менша насиченість кольорів, червоні тільки вушка й чоло.

## Розповсюдження
Живе в Болівії.

## Спосіб життя
Населяє напіваридні долини ланцюгів гір Кордильєра-Реаль, із ксерофітами, терниками, глодом, кактусами, з рідкими деревами, окультурені землі до висоти 1300-3000 м над рівнем моря.

## Розмноження
Гніздяться в травні. У кладці 2-3 яйця. Насиджування триває 27 днів.

## Загрози й охорона
Рідкісний, популяція до кінця XX століття нараховувала менше 3000 особин. Головна причина — втрата природного середовища проживання (окультурення землі, зруб дерев), вилов для продажу й відстріл, коли птахи відвідують плантації кукурудзи й арахісу. Захищений законодавством Болівії (на вивіз і продаж), Законом Міжнародного Ринку.